# Coroação da Virgem (Filippo Lippi)
A Coroação da Virgem (em italiano Incoronazione Maringhi) é uma pintura da Coroação da Virgem pelo mestre renascentista italiano Filippo Lippi, na Galleria degli Uffizi, Florença.